# Matthew Oxenham
Matthew Caly Oxenham (ur. 16 września 1999) – nowozelandzki zapaśnik walczący w obu stylach. Zajął piąte miejsce na igrzyskach wspólnoty narodów w 2022. Złoty medalista mistrzostw Oceanii w 2018. Mistrz Oceanii juniorów w 2018 roku.